# シェイクダウン (モータースポーツ)

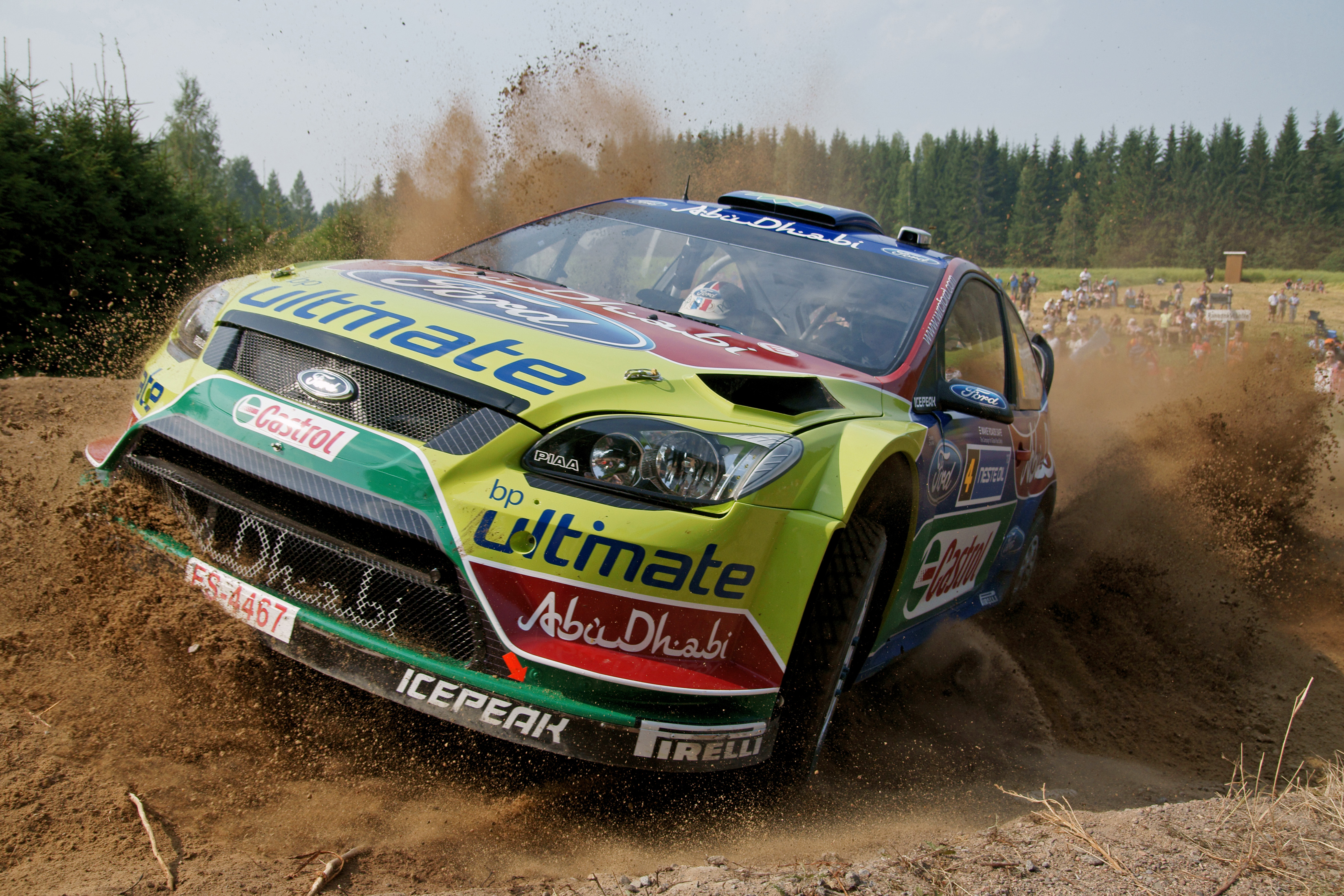
ムウラメシェイクダウンで車を運転する、ネステオイルラリーフィンランド2010の優勝者、ヤリ＝マティ・ラトバラ

モータースポーツにおけるシェイクダウン（Shakedown）とは、完成したばかりのレーシングカーに不具合がないかどうかをチェックするために行われるテスト走行のこと。ただしサーキットレースとラリーの場合で若干意味合いが異なる。

## サーキットレース
サーキットレースにおけるシェイクダウンは、文字通り完成したばかりの新車において、部品の組み付け方やソフトウェア等に不具合（バグ）がないかどうかを確認するためのチェック走行のことを指す。
近年F1などにおいて、レーシングチームの運営費用削減を主な目的としてテスト走行の距離・日数制限等が行われることが多くなっているが、シェイクダウンも厳密に言えばテスト走行の一部ではあるものの、それらの距離・日数制限の対象外とされることが多い。例えばF1においては「シェイクダウンを目的とした1日50 km 以内の走行」はテスト走行の制限の対象外とされている。

## ラリー
世界ラリー選手権（WRC）等のラリーにおけるシェイクダウンは、通常各ラリーのスタート前日に行われるテスト走行を指す。
シェイクダウンではラリー主催者から指定された数 km 程度のコースを数回走行してシステムチェックを行うが、レッキと異なり本番用の車を用い速度制限もない状態で走行するため、ラリー本番と同様に高い注目を受けるイベントであり、多くの観戦客を集めるケースも多い。またラリー本番で使用するタイヤを選択するための最後の情報収集の機会でもあり、チームにとっては重要な意味合いを持つ。また現行のルールにおいてラリーの走行順位を決めるためにも用いられる。
同じモータースポーツであるサーキットレースと同様のシェイクダウンという用語が使われているが、意味合いが異なる。サーキットレース用の車のシェイクダウンはレースイベント前に独自に行うものだが、ラリーにおけるシェイクダウンは各ラリーのタイムスケジュールの中にあらかじめ組み込まれており、むしろサーキットレースにおけるフリー走行に相当するものといえる。